# 伯鳳会
医療法人 伯鳳会（いりょうほうじんはくほうかい）は、日本の医療法人。兵庫県、大阪府、東京都などに8件の病院・診療所を展開するほか、複数の介護施設や訪問医療ステーションを運営している。また、同法人を中心にした日本の民間医療グループ・伯鳳会グループについてもこの記事で扱う。

## 概要
伯鳳会グループは、医療法人伯鳳会を中心とする医療グループで複数の医療法人、社会福祉法人から構成されている。その起源は1962年に医師の古城猛彦が兵庫県赤穂市惣門町に開業した古城外科である。1964 年に同院は診療所から病院となり、1970年には医療法人伯鳳会が設立され、古城猛彦が理事長に就任した。2001年に古城猛彦が死去すると、猛彦の子・資久が2代目理事長に就任した。
古城資久は理事長として、赤字経営・自転車操業に陥っていた伯鳳会の経営改善に乗り出し、経費削減や人事考課制度の導入などの経営改善を行なった。その成果もあって業績は黒字化し、2004年には日本経済新聞の「病院の経営充実度ランキング」で全国第2位の評価を受けた。一方で、同年に医療福祉経営審査機構から審査を受けた際には、事業規模の小ささを指摘され、格付けは「BBB+」にとどまった。こうした評価を受けた資久は法人規模の拡大を目指したが、赤穂中央病院（旧：古城外科）がある赤穂市は高齢化の進展が早いため、地元密着型の経営では行き詰まると判断し、積極的なM&Aに乗り出していくことになった。
2005年、倒産していた明石市の国仲病院（現・明石リハビリテーション病院）を買収。2006年には人手不足に陥っていた姫路市の小国病院、2009年に神河町の町営老人介護保健施設を相次いで買収し、いずれも数年で黒字化を達成した。2010年には、経営不振だった大阪府の福祉法人大阪暁明館を理事長交代という形で取得し、初の県外進出を果たした。その後も、白鬚橋病院（現・東京曳舟病院、2012年）、おおくまセントラル病院（現・はくほう会セントラル病院、2015年）の事業承継や、社会福祉法人あそか会（2015年）、医療法人五葉会（2016年）、医療法人藤森医療財団（2018年）、医療法人積仁会（2019年）の経営権獲得を進めていった。医療法人伯鳳会が行なったM&A案件は、後継者不足や赤字経営で苦境に立たされた病院が多いが、その半数以上がグループ入り後数年で黒字化を達成している。こうしたM&Aの効果もあって伯鳳会グループの収益は成長を続け、2018年の医業総収入は約390億円、経常利益も約39億円に達した。

### ヘルプマスク
2021年には大阪陽子線クリニックに勤務する広報職員と放射線技師の発案により、「ヘルプマスク」運動が始まった。これはマスクに青色のハートマークを描くことで、困っている人をサポートする意思があることを表明する活動である。青いハートには「信頼・調和・揺らぐことのない愛」との意味が込められている。

### 所属法人
- 医療法人伯鳳会
- 社会福祉法人大阪暁明館

- 社会福祉法人玄武会：兵庫系赤穂市で特別養護老人ホーム、デイサービスセンターを運営している社会福祉法人[公式サイト 1]。

- 社会福祉法人あそか会：あそか病院（東京都江東区住吉）を中心に介護老人福祉施設、地域包括支援センターなどの福祉施設の運営を行なっている[公式サイト 2]。

- 医療法人五葉会：城南病院（兵庫県姫路市）を中心に5件の介護・医療関連施設（介護老人保健施設1件、居宅介護支援事業所2件、デイサービス1件、地域包括支援センター1件）を運営している[公式サイト 3]。
- 医療法人積仁会：旭ヶ丘病院（埼玉県日高市）を中心に、3件の介護・医療関連施設（介護老人保健施設1件、居宅介護支援事業所1件、訪問看護ステーション1件）を運営している[公式サイト 4]。
- 有限会社セントラル・メディカル・サービス：福祉用具の販売・レンタルを行なっている兵庫県赤穂市の企業[公式サイト 5]。兵庫県神崎郡神河町にあるトレーニング施設「パワーハウスかみかわ」の運営も行なっている[公式サイト 6]。

## 運営施設一覧
伯鳳会グループに所属する・所属していた病院・診療所・専門学校を中心に記述する。

### 病院・診療所

#### 医療法人伯鳳会
- 赤穂中央病院：1962年に兵庫県赤穂市惣門町に開設された診療所「古城外科」が前身。1964年に病院に変更し、古城病院となる。1984年に医療法人伯鳳会赤穂中央病院に名称が変更され現在に至る。当初は岡山大学の関連病院としてスタートしたが、現在は西播磨地域の中核病院として救急医療・地域医療を行なっている[8]。

- 赤穂はくほう会病院：2003年6月、赤穂中央病院の外来が分離する形で赤穂中央クリニックが新設[8]。2007年4月に改名し、赤穂はくほう会病院となった[公式サイト 1]。所在地は赤穂市加里屋字新町99番地。病床数は33床。内科、神経内科、循環器科、小児科、外科、整形外科、脳神経外科、泌尿器科、耳鼻咽喉科、眼科、皮膚科、形成外科、歯科口腔外科が設置されている[公式サイト 8]。

- 明石リハビリテーション病院：所在地は兵庫県明石市二見町西二見685番地3号。病床数は109床[公式サイト 9]。医療法人十愛会 国仲病院として明石市で開院していたが、理事長Aが病院の運営資金を流用して資金繰りが悪化。10億円以上の負債を抱えることになり、2005年に倒産した。債券を取得した整理回収機構は、多数の入院患者がいたことから業務の継続を考え、新たな運営組織を公募。伯鳳会が募集に応じ、2005年10月に明石はくほう会病院としてリニューアルが決まった。その後、回復期リハビリテーション機能を中心とする病院経営に転換し、経常利益率が大幅に改善された[9]。2012年12月には名称も明石リハビリテーション病院となり、現在の所在地に移転した[公式サイト 1]。

- はくほう会セントラル病院：所在地は兵庫県尼崎市東園田町4丁目23番地1号。1999年、医療法人朗源会が兵庫県尼崎市東園田町におおくまリハビリテーション病院として開設。2012年におおくまセントラル病院に改名した[公式サイト 10]。しかし、過剰な設備投資や人件費の肥大化などが原因で2014年と2015年には経常赤字に陥った。朗源会はおおくまセントラル病院以外に病院1件、老人介護保健施設1件の経営も行なっていたが、後継者には病院1件のみを事業承継することにし、セントラル病院の譲渡を検討していた。2014年7月、朗源会理事長と知人関係だった古城資久のもとにセントラル病院の譲渡が打診。同年9月には事業譲渡に関する基本合意契約が結ばれ、翌年4月に「医療法人伯鳳会　はくほう会セントラル病院」として新規開設した。譲渡後は医療原価の改善や経費削減、人員配置の適正化などの改革を行なった結果、経営状態は黒字に転じた[1]。また、病床数については、1999年の開院時点で150床、2012年の改名時に240床に増加したが[公式サイト 10]、伯鳳会に移管後は2017年10月に248床、2018年9月に254床と増加傾向にある[公式サイト 11]。

- 東京曳舟病院（旧：白鬚橋病院）

- 大阪中央病院

- はくほう会加古川病院

#### その他法人の運営
- あそか病院：運営法人は社会福祉法人あそか会。

- 大阪暁明館病院：運営法人は社会福祉法人大阪暁明館。

- 城南病院：運営法人は医療法人五葉会。所在地は兵庫県姫路市本町231番地。診療科目は、内科、消化器内科、外科、整形外科、リハビリテーション科、禁煙外来[公式サイト 12]。2016年に運営母体とともに伯鳳会グループ入り。城南多胡病院として兵庫県姫路市本町165番地で開業していたが、2021年に現在地に移転した際に名称を城南病院に変更した[公式サイト 13]。
- 旭ヶ丘病院：運営法人は医療法人積仁会。所在地は埼玉県日高市大字森戸新田99番地1号。内科、消化器内科、循環器内科、糖尿病・内分泌内科、呼吸器内科、脳神経外科、整形外科、外科、婦人科、耳鼻咽喉科、小児科、皮膚科、リハビリテーション科、放射線科が設置されている[公式サイト 14]。2019年3月に伯鳳会グループ入り[4]。

#### 廃院・売却
- 小国病院：かつて医療法人伯鳳会が運営していた医療施設。運営当時の正式名称は産科・婦人科小国病院。所在地は兵庫県姫路市本町231番地。明治時代に開院して以降、長らく一族経営で地域医療を担っていたが、2000年代以降、働き手の医師を確保できずに経営危機にあった。姫路市の産婦人科が不足している事情や良好な経営状況などもあって、小国病院の取引銀行が伯鳳会に経営支援を要請。赤穂中央病院副院長で産婦人科医の福本悟が小国病院の院長の同級生だった縁もあり、伯鳳会側が受諾し、2006年にグループ入りした。人材問題については、赤穂中央病院からの応援やリファラル採用などもあり、一定の改善をみた[9]。2020年に小国病院の事実上の管理者だった福本悟に売却され、医療法人藤森医療財団 小国病院となった[公式サイト 15]。2022年現在は福本俊（福本悟の子）が小国病院の院長を務めている[公式サイト 16]。

- 藤森耳鼻咽喉科：医療法人藤森医療財団が運営していた診療所。昭和25年10月1日に医療法人の認可第一号（兵庫県認可）の医療機関[10]で、兵庫県姫路市本町231に所在し、耳鼻咽喉科、気管食道科が設置されていた。起源は1915年に医師の藤森真治が姫路市本町に開設した医院に始まる。 大正時代に設置した看護師養成施設は、その後「藤森看護専門学校」となったが、2005年に姫路市医師会看護専門学校に合併された。その後、2007年に藤森病院は医師不足のため診療所「藤森耳鼻咽喉科」となった。2018年に運営母体の医療法人藤森医療財団とともに伯鳳会入りしたが、翌年に施設老朽化を理由に閉院された[11][12]。ただし、理事長の古城資久は自身のブログで藤森耳鼻咽喉科の廃止の経緯について、当初は法人・診療所のいずれも存続する予定だったが、診療所の業績が悪く、上述の小国病院の売却に医療法人が必要だったため廃院に至ったと述べている[公式サイト 13]。

### 診療所
- イオン診療所：医療法人伯鳳会が運営する診療所。所在地は兵庫県赤穂市中広55番地3号。2000年8月にジャスコ赤穂店の敷地内に赤穂中央病院付属ジャスコ診療所・ジャスコ治療院として開設された。2011年4月、ジャスコの商号変更に伴い、イオン診療所に改名した[公式サイト 1][公式サイト 17]。

- 大阪陽子線クリニック：医療法人伯鳳会が運営する診療所。所在地は大阪市此花区春日出中1丁目27番地9号。大阪暁明館病院の移転跡地に開設された放射線治療施設。2014年に着工し、2017年9月に開設した[13][14]。正確に放射線を照射することで正常な細胞を傷つけずにガン治療が可能な陽子線治療の設備が備わっている[15]。2021年時点では、陽子線治療が可能な施設は日本全国に17件存在するが、大阪府内では本院のみである[16]。
- 暁明館西九条クリニック：社会福祉法人大阪暁明館が運営する診療所。所在地は大阪府大阪市此花区西九条4丁目9番地5号。血液透析センターとリハビリ施設（西九条デイケアセンター）が併設されている[公式サイト 18]。

### 学校
- はくほう会医療専門学校赤穂校：医療法人伯鳳会が運営する専門学校。2005年4月に西はりま医療専門学校として開校。2016年4月にはくほう会医療専門学校赤穂校に改名した[公式サイト 1]。所在地は兵庫県赤穂市元町5丁目9番地。理学療法士を育成する理学療法学科（3年制）、作業療法士を育成する作業療法学科（3年制）の2学科が設置されている[公式サイト 19]。
- はくほう会医療専門学校明石校：医療法人伯鳳会が運営する専門学校。2014年4月にはくほう会医療看護専門学校として開校。2016年4月にはくほう会医療専門学校明石校に改名した[公式サイト 1]。所在地は兵庫県明石市魚住町錦が丘4丁目12番地11号。看護師を育成する看護学科（3年制）の1学科が設置されている[公式サイト 20]。

### 公式サイト・ブログ
1. 1 2 3 4 5 6 7  “沿革”. 伯鳳会グループ. 2022年2月13日閲覧。
2. ↑  “歴史”. 社会福祉法人あそか会　老人福祉施設. 2022年2月13日閲覧。
3. ↑  “関連施設 城南病院”. 2022年2月13日閲覧。
4. ↑  “介護・看護関連事業 旭ヶ丘病院”.   旭ヶ丘病院公式ホームページ (2015年10月14日). 2022年2月13日閲覧。
5. ↑  “会社概要”.   セントラル・メディカル・サービス. 2022年2月13日閲覧。
6. ↑  “パワーハウスかみかわ”. 伯鳳会グループ. 2022年2月13日閲覧。
7. ↑  “診療科・部門案内”. 医療法人伯鳳会赤穂中央病院. 2022年2月13日閲覧。[リンク切れ]
8. ↑  “赤穂はくほう会病院”.   医療法人伯鳳会　赤穂中央病院. 2022年3月27日時点のオリジナルよりアーカイブ。2022年2月14日閲覧。
9. ↑  “概要・施設基準”. 医療法人伯鳳会　明石リハビリテーション病院. 2022年2月13日閲覧。
10. 1 2  “朗源会 ウェルフェアグループ 沿革”.   おおくまセントラル病院. 2012年9月8日閲覧。
11. ↑  “概要・沿革”.   はくほう会セントラル病院. 2022年2月17日閲覧。
12. ↑  “診療科・部門”.   医療法人五葉会 城南病院. 2022年2月15日閲覧。
13. 1 2  “城南多胡病院の新築工事・起工式でした”. 晴耕雨聴. 2022年2月14日閲覧。
14. ↑  “旭ヶ丘病院”. 2022年2月15日閲覧。
15. ↑  “ありがとう産科婦人科小国病院＆こんにちは大阪中央病院”. 晴耕雨聴. 2022年2月14日閲覧。
16. ↑  “医師紹介”. 小国病院 (2020年7月1日). 2022年2月14日閲覧。
17. ↑  “イオン診療所”.   赤穂中央病院. 2022年2月13日閲覧。[リンク切れ]
18. ↑  “暁明館西九条クリニック”.   大阪暁明館病院. 2022年2月14日閲覧。
19. ↑  “はくほう会医療専門学校 赤穂校” (PDF).   はくほう会医療専門学校 赤穂校. 2022年2月17日閲覧。
20. ↑  “当校の魅力”. はくほう会医療専門学校　明石校. 2022年2月17日閲覧。